# 木野田俊英
木野田 俊英（きのだ としひで、1998年10月29日 - ）は、神奈川県出身のサッカー指導者。

## 経歴
神奈川県出身。座間高校、日本体育大学と進み、2019年から2020年までスフィーダ世田谷FCアカデミーのコーチ、2021年から2023年まで山梨学院大学サッカー部女子のコーチを務める。
2024年からはヴィアマテラス宮崎のヘッドコーチに就任、ヴィアマテラス宮崎学園の監督も務めている。